# Holiday Island (Schiff)
Die Holiday Island war ein 1971 in Dienst gestelltes Fährschiff der kanadischen Reederei Northumberland Ferries, das bis zu einem Brand im Juli 2022 zwischen Prince Edward Island und Nova Scotia verkehrte. 2023 wurde es in Nova Scotia abgewrackt.

## Geschichte
Die Holiday Island wurde im April 1970 unter der Baunummer 53 in der Werft von Port Weller Dry Docks in St. Catharines auf Kiel gelegt und lief am 28. Juni 1970 vom Stapel. Ursprünglich sollte sie den Namen William Pope tragen. Nach der Übergabe an die kanadische Regierung am 27. April 1971 nahm sie den Fährdienst zwischen Borden-Carleton auf Prince Edward Island und Cape Tormentine in New Brunswick auf. Ihr Schwesterschiff ist die ebenfalls 1971 in Dienst gestellte, jedoch bereits seit 1997 ausgemusterte Vacationland.
Seit 1979 wurde die Holiday Island von CN Marine bereedert, ab 1987 dann von Marine Atlantic, ehe diese 1997 ihren Fährdienst nach Prince Edward Island einstellten. Seitdem stand das Schiff unter der Bereederung von Northumberland Ferries, die sie zuletzt zwischen dem Hafen von Woods Islands auf Prince Edward Island und Caribou in Nova Scotia einsetzten. 2016 erfolgte eine Überholung der Fähre aufgrund von Korrosionsschäden in Québec.
Am 22. Juli 2022 brach kurz vor dem Anlegen in Woods Islands ein Brand im Maschinenraum der Holiday Island aus, die mehr als 200 Personen an Bord konnten unverletzt evakuiert werden. Am Tag darauf wurde das Schiff, welches mittlerweile Schlagseite nach Steuerbord entwickelt hatte, aus dem Hafen geschleppt, um den Fähranleger freizuhalten. Am 24. Juli konnten die geladenen Fahrzeuge von der Fähre geborgen werden. Die Holiday Island wurde als Totalschaden abgeschrieben, die Ankündigung zum geplanten Abbruch des Schiffes erfolgte im Oktober 2022. Im selben Monat wurden historische Artefakte und Erinnerungsstücke von Bord des mehr als 50 Jahre alten Schiffes für ein Museum entfernt.
Am 23. Dezember 2022 verließ die Holiday Island zum Abbruch nach Sheet Harbour in Nova Scotia geschleppt. Bis Juli 2023 war das Schiff fast vollständig abgewrackt.